# Sjoerd Albert Lapré
Sjoerd Albert Lapré (Batavia, 1 maart 1920 - Leidschendam, 3 februari 1999) was een Nederlandse kolonel titulair en activist, onderscheiden met de Militaire Willems-Orde wegens zijn optreden als KNIL-officier tijdens de politionele acties in Nederlands Indië. Later is hij als militair ook nog actief geweest op Nieuw-Guinea en in Suriname. 

## Loopbaan
Lapré zat tijdens de Tweede Wereldoorlog bijna drie en een half jaar in een Japans interneringskamp, maakte vervolgens de beide politionele acties en de zuiveringsacties daarna mee en werd uiteindelijk landelijk vooral bekend als voorzitter van de stichting Japanse Ereschulden (JES), die ijverde voor herstelbetalingen door en schulderkenning van Japan. In die jaren was hij ook fel tegenstander van het staatsbezoek van koningin Beatrix aan dat land in oktober 1991 en liet hij ferm van zich horen toen Poncke Princen in december 1994 Nederland wilde bezoeken. Een jaar voor zijn overlijden verliet hij de JES na een conflict met andere bestuursleden. Als belangenbehartiger van oud-Indiëgangers was hij later ook betrokken bij de Vrije Indische Partij. Hij schreef meerdere boeken (in eigen beheer uitgegeven): 'Het ANDJING NICA Bataljon (KNIL) In Nederlands-Indië (1945-1950)' en 'Nederlands-Indië 1940-1950 in kort bestek en enkele gevolgen o.a. van de coup-Westerling en het Zuidmolukse verzet' (1989). Lapré stierf aan een hersenbloeding op 78-jarige leeftijd.
Na de politionele acties werd door delen uit de Nederlandse samenleving het zenden van troepen uit Nederland naar Nederlands-Indië veroordeeld. Alles zou "zinloos" zijn geweest en de duizenden gevallenen zouden "voor niets" hun leven hebben gegeven. Lapré kwam hier tegen in het geweer en stelde dat het idee van de Indonesische vrijheidsstrijd erg sterk had geleefd in die tijd maar dat de organisatie in het begin uiterst zwak was geweest, chaotisch en anarchistisch. Hij legde in de tweede plaats de nadruk op het gezagsvacuüm, waarin de Engelsen en de gecapituleerde Japanners een rol speelden; door deze factoren vonden duizenden Nederlanders en ingezetenen van het koninkrijk, van allerlei nationaliteit, de dood en tevens werden duizenden Nederlanders achter demarcatielijnen als gijzelaars door de Indonesische nationalisten geïnterneerd. Lapré noemde derhalve de komst van de troepen uit Nederland een bittere noodzaak en stelde dat zij, samen met de KNIL-eenheden, die reeds in Nederlands-Indië vochten, deze samenleving een rampzalig lot had bespaard.

## Militaire Willems-Orde
Lapré werd bij Koninklijk Besluit van 7 januari 1950 nummer 10 benoemd tot ridder in de Militaire Willems-Orde. Dat was voor zijn verrichtingen als eerste luitenant van het Indische leger wegens het feit dat hij zich onderscheiden had voor uitstekende daden van moed, beleid en trouw. Hij muntte reeds uit in april 1947 als commandant van een tirailleurcompagnie; op 19 december 1949 gaf hij, tijdens de tweede politionele actie, tijdens de opmars van de Nederlandse troepen van Gombong naar Poerworedjo blijk van een zeer snelle en juiste besluitvaardigheid, van gedurfd initiatief en felle doorzettingskracht, waarbij hij zijn eigen levensgevaar niet telde. Toen hij was ingedeeld als commandant van de gemotoriseerde spits van de vierde colonne, die op 19 december 1948 de opmars van Gombong naar Magelang inzette, ondervond hij grote moeilijkheden. 
Een deel van deze spits werd, door het door een brug zakken van een bulldozer, van hem gescheiden, waardoor zijn sterkte met 2 pelotons infanterie, de mortieren en het pantserafweergeschut was verzwakt. Desalniettemin wist hij met zijn vrijwel gehalveerde spits met grote voortvarendheid en onverschrokkenheid zijn doel te bereiken. De opdracht was om als eerste marsdoel Premboen te bezetten, de weerstand onderweg te breken en de vijand gevoelige verliezen toe te brengen. De sterkte van de troepen van Lapré was: 1 scoutcar, 1 tank, 1 sectie infanterie, 1 groep carriers, 1 commandojeep, 1 artillerie waarnemer in gepantserde 15 cwt en 1 drietonner met springmiddelen. Hiermee wist hij, geheel op eigen initiatief, snel en krachtig door te stoten naar Poerworedjo en die stad met dapper en tactisch goed beleid van vijanden te zuiveren en vrijwel onbeschadigd in handen te krijgen. Hij trok vervolgens verder naar het oosten en wist de strategisch gelegen verkeersbrug over de Bogowonto te bezetten. 